# Campions de dobles mixts del Torneig de Wimbledon
La competició de dobles mixts al Torneig de Wimbledon se celebra des de l'any 1913 igual que els dobles femenins, trenta-sis anys després de la seva creació, el 1877. Els vencedors dels dobles reben un copa de plata com a premi.

## Palmarès

### Era amateur
| Any  | Vencedors                                      | Finalistes                                     | Resultat                                       |
| ---- | ---------------------------------------------- | ---------------------------------------------- | ---------------------------------------------- |
| 1913 | Hope Crisp Agnes Tuckey                        | James Cecil Parke Ethel Thomson Larcombe       | 3−6, 5−3 retirada                              |
| 1914 | James Cecil Parke Ethel Thomson Larcombe       | Anthony Wilding Marguerite Broquedis           | 4−6, 6−4, 6−2                                  |
| 1915 | Sense competició per la Primera Guerra Mundial | Sense competició per la Primera Guerra Mundial | Sense competició per la Primera Guerra Mundial |
| 1916 | Sense competició per la Primera Guerra Mundial | Sense competició per la Primera Guerra Mundial | Sense competició per la Primera Guerra Mundial |
| 1917 | Sense competició per la Primera Guerra Mundial | Sense competició per la Primera Guerra Mundial | Sense competició per la Primera Guerra Mundial |
| 1918 | Sense competició per la Primera Guerra Mundial | Sense competició per la Primera Guerra Mundial | Sense competició per la Primera Guerra Mundial |
| 1919 | Randolph Lycett Elizabeth Ryan                 | Albertem Prebble Dorothea Lambert              | 6−0, 6−0                                       |
| 1920 | Gerald Patterson Suzanne Lenglen               | Randolph Lycett Elizabeth Ryan                 | 7−5, 6−3                                       |
| 1921 | Randolph Lycett Elizabeth Ryan                 | Max Woosnam Phillis Howkins                    | 6−3, 6−1                                       |
| 1922 | Pat O'Hara Wood Suzanne Lenglen                | Randolph Lycett Elizabeth Ryan                 | 6−4, 6−3                                       |
| 1923 | Randolph Lycett Elizabeth Ryan (3)             | Lewis Deane Dorothy Shepherd Barron            | 6−4, 7−5                                       |
| 1924 | John Gilbert Kathleen McKane Godfree           | Leslie Godfree Dorothy Shepherd Barron         | 6−3, 3−6, 6−3                                  |
| 1925 | Jean Borotra Suzanne Lenglen                   | Uberto de Morpurgo Elizabeth Ryan              | 6−3, 6−3                                       |
| 1926 | Leslie Godfree Kathleen McKane Godfree         | Howard Kinsey Mary Browne                      | 6−3, 6−4                                       |
| 1927 | Frank Hunter Elizabeth Ryan                    | Leslie Godfree Kathleen McKane Godfree         | 8−6, 6−0                                       |
| 1928 | Patrick Spence Elizabeth Ryan                  | Jack Crawford Daphne Akhurst Cozens            | 7−5, 6−4                                       |
| 1929 | Frank Hunter Helen Wills Moody                 | Ian Collins Joan Fry                           | 6−1, 6−4                                       |
| 1930 | Jack Crawford Elizabeth Ryan                   | Daniel Prenn Hilde Krahwinkel Sperling         | 6−1, 6−3                                       |
| 1931 | George Lott Anna McCune Harper                 | Ian Collins Joan Ridley                        | 6−3, 1−6, 6−1                                  |
| 1932 | Enrique Maier Elizabeth Ryan                   | Harry Hopman Josane Sigart                     | 7−5, 6−2                                       |
| 1933 | Gottfried von Cramm Hilde Krahwinkel Sperling  | Norman Farquharson Mary Heeley                 | 7−5, 8−6                                       |
| 1934 | Ryuki Miki Dorothy Round Little                | Henry Austin Dorothy Shepherd Barron           | 3−6, 6−4, 6−0                                  |
| 1935 | Fred Perry Dorothy Round Little                | Harry Hopman Nell Hall Hopman                  | 7−5, 4−6, 6−2                                  |
| 1936 | Fred Perry Dorothy Round Little (2)            | Don Budge Sarah Palfrey Cooke                  | 7−9, 7−5, 6−4                                  |
| 1937 | Don Budge Alice Marble                         | Yvon Petra Simone Mathieu                      | 6−4, 6−1                                       |
| 1938 | Don Budge Alice Marble (2)                     | Henner Henkel Sarah Palfrey Cooke              | 6−1, 6−4                                       |
| 1939 | Bobby Riggs Alice Marble                       | Frank Wilde Nancy Brown                        | 9−7, 6−1                                       |
| 1940 | Sense competició per la Segona Guerra Mundial  | Sense competició per la Segona Guerra Mundial  | Sense competició per la Segona Guerra Mundial  |
| 1941 | Sense competició per la Segona Guerra Mundial  | Sense competició per la Segona Guerra Mundial  | Sense competició per la Segona Guerra Mundial  |
| 1942 | Sense competició per la Segona Guerra Mundial  | Sense competició per la Segona Guerra Mundial  | Sense competició per la Segona Guerra Mundial  |
| 1943 | Sense competició per la Segona Guerra Mundial  | Sense competició per la Segona Guerra Mundial  | Sense competició per la Segona Guerra Mundial  |
| 1944 | Sense competició per la Segona Guerra Mundial  | Sense competició per la Segona Guerra Mundial  | Sense competició per la Segona Guerra Mundial  |
| 1945 | Sense competició per la Segona Guerra Mundial  | Sense competició per la Segona Guerra Mundial  | Sense competició per la Segona Guerra Mundial  |
| 1946 | Tom Brown Louise Brough Clapp                  | Geoff Brown Dorothy Cheney                     | 6−4, 6−4                                       |
| 1947 | John Bromwich Louise Brough Clapp              | Colin Long Nancye Wynne Bolton                 | 1−6, 6−4, 6−2                                  |
| 1948 | John Bromwich Louise Brough Clapp (2)          | Frank Sedgman Doris Hart                       | 6−2, 3−6, 6−3                                  |
| 1949 | Eric Sturgess Sheila Summers                   | John Bromwich Louise Brough Clapp              | 9−7, 9−11, 7−5                                 |
| 1950 | Eric Sturgess Louise Brough Clapp              | Geoff Brown Pat Canning Todd                   | 11−9, 1−6, 6−4                                 |
| 1951 | Frank Sedgman Doris Hart                       | Mervyn Rose Nancye Wynne Bolton                | 7−5, 6−2                                       |
| 1952 | Frank Sedgman Doris Hart (2)                   | Enrique Morea Thelma Coyne Long                | 4−6, 6−3, 6−4                                  |
| 1953 | Vic Seixas Doris Hart                          | Enrique Morea Shirley Fry Irvin                | 9−7, 7−5                                       |
| 1954 | Vic Seixas Doris Hart                          | Ken Rosewall Margaret Osborne duPont           | 5−7, 6−4, 6−3                                  |
| 1955 | Vic Seixas Doris Hart (3)                      | Enrique Morea Louise Brough Clapp              | 8−6, 2−6, 6−3                                  |
| 1956 | Vic Seixas Shirley Fry Irvin                   | Gardnar Mulloy Althea Gibson                   | 2−6, 6−2, 7−5                                  |
| 1957 | Mervyn Rose Darlene Hard                       | Neale Fraser Althea Gibson                     | 6−4, 7−5                                       |
| 1958 | Robert Howe Lorraine Coghlan Robinson          | Kurt Nielsen Althea Gibson                     | 6−3, 13−11                                     |
| 1959 | Rod Laver Darlene Hard                         | Neale Fraser Maria Bueno                       | 6−4, 6−3                                       |
| 1960 | Rod Laver Darlene Hard (2)                     | Robert Howe Maria Bueno                        | 13−11, 3−6, 8−6                                |
| 1961 | Fred Stolle Lesley Turner                      | Robert Howe Edda Buding                        | 11−9, 6−2                                      |
| 1962 | Neale Fraser Margaret Osborne duPont           | Dennis Ralston Ann Haydon-Jones                | 2−6, 6−3, 13−11                                |
| 1963 | Ken Fletcher Margaret Smith                    | Bob Hewitt Darlene Hard                        | 11−9, 6−4                                      |
| 1964 | Fred Stolle Lesley Turner (2)                  | Ken Fletcher Margaret Smith                    | 6−4, 6−4                                       |
| 1965 | Ken Fletcher Margaret Smith                    | Tony Roche Judy Tegart Dalton                  | 12−10, 6−3                                     |
| 1966 | Ken Fletcher Margaret Smith                    | Dennis Ralston Billie Jean King                | 4−6, 6−3, 6−3                                  |
| 1967 | Owen Davidson Billie Jean King                 | Ken Fletcher Maria Bueno                       | 7−5, 6−2                                       |

### Era Open
| Any  | Vencedors                                         | Finalistes                                        | Resultat                                          |
| ---- | ------------------------------------------------- | ------------------------------------------------- | ------------------------------------------------- |
| 1968 | Ken Fletcher Margaret Smith Court (4)             | Alex Metreveli Olga Morozova                      | 6−1, 14−12                                        |
| 1969 | Fred Stolle Ann Haydon-Jones                      | Tony Roche Judy Tegart Dalton                     | 6−2, 6−3                                          |
| 1970 | Ilie Năstase Rosemary Casals                      | Alex Metreveli Olga Morozova                      | 6−3, 4−6, 9−7                                     |
| 1971 | Owen Davidson Billie Jean King                    | Marty Riessen Margaret Smith Court                | 3−6, 6−2, 15−13                                   |
| 1972 | Ilie Năstase Rosemary Casals (2)                  | Kim Warwick Evonne Goolagong Cawley               | 6−4, 6−4                                          |
| 1973 | Owen Davidson Billie Jean King                    | Raúl Ramírez Janet Newberry                       | 6−3, 6−2                                          |
| 1974 | Owen Davidson Billie Jean King (4)                | Mark Farrell Lesley Charles                       | 6−3, 9−7                                          |
| 1975 | Marty Riessen Margaret Smith Court                | Allan Stone Betty Stöve                           | 6−4, 7−5                                          |
| 1976 | Tony Roche Françoise Durr                         | Dick Stockton Rosemary Casals                     | 6−3, 2−6, 7−5                                     |
| 1977 | Bob Hewitt Greer Stevens                          | Frew McMillan Betty Stöve                         | 3−6, 7−5, 6−4                                     |
| 1978 | Frew McMillan Betty Stöve                         | Ray Ruffels Billie Jean King                      | 6−2, 6−2                                          |
| 1979 | Bob Hewitt Greer Stevens (2)                      | Frew McMillan Betty Stöve                         | 7−5, 7−6(7)                                       |
| 1980 | John Austin Tracy Austin                          | Mike Antonopolis Dianne Fromholtz Balestrat       | 4−6, 7−6(6), 6−3                                  |
| 1981 | Frew McMillan Betty Stöve                         | John Austin Tracy Austin                          | 4−6, 7−6(2), 6−3                                  |
| 1982 | Kevin Curren Anne Smith                           | John Lloyd Wendy Turnbull                         | 2−6, 6−3, 7−5                                     |
| 1983 | John Lloyd Wendy Turnbull                         | Steve Denton Billie Jean King                     | 6−7(5), 7−6(5), 7−5                               |
| 1984 | John Lloyd Wendy Turnbull (2)                     | Steve Denton Kathy Jordan                         | 6−3, 6−3                                          |
| 1985 | Paul McNamee Martina Navrátilová                  | John Fitzgerald Elizabeth Smylie                  | 7−5, 4−6, 6−2                                     |
| 1986 | Ken Flach Kathy Jordan                            | Heinz Günthardt Martina Navrátilová               | 6−3, 7−6(7)                                       |
| 1987 | Jeremy Bates Jo Durie                             | Darren Cahill Nicole Provis                       | 7−6(10), 6−3                                      |
| 1988 | Sherwood Stewart Zina Garrison Jackson            | Kelly Jones Gretchen Magers                       | 6−1, 7−6                                          |
| 1989 | Jim Pugh Jana Novotná                             | Mark Kratzmann Jenny Byrne                        | 6−4, 5−7, 6−4                                     |
| 1990 | Rick Leach Zina Garrison Jackson                  | John Fitzgerald Elizabeth Smylie                  | 7−5, 6−2                                          |
| 1991 | John Fitzgerald Elizabeth Smylie                  | Jim Pugh Nataixa Zvéreva                          | 7−6(4), 6−2                                       |
| 1992 | Cyril Suk Larisa Savchenko Neiland                | Jacco Eltingh Miriam Oremans                      | 7−6(2), 6−2                                       |
| 1993 | Mark Woodforde Martina Navrátilová                | Tom Nijssen Manon Bollegraf                       | 6−3, 6−4                                          |
| 1994 | Todd Woodbridge Helena Suková                     | T.J. Middleton Lori McNeil                        | 3−6, 7−5, 6−3                                     |
| 1995 | Jonathan Stark Martina Navrátilová                | Cyril Suk Gigi Fernández                          | 6−4, 6−4                                          |
| 1996 | Cyril Suk Helena Suková                           | Mark Woodforde Larisa Savchenko Neiland           | 1−6, 6−3, 6−2                                     |
| 1997 | Cyril Suk Helena Suková (2)                       | Andrei Olkhovski Larisa Savchenko Neiland         | 4−6, 6−3, 6−4                                     |
| 1998 | Max Mirnyi Serena Williams                        | Mahesh Bhupathi Mirjana Lučić                     | 6−4, 6−4                                          |
| 1999 | Leander Paes Lisa Raymond                         | Jonas Björkman Anna Kúrnikova                     | 6−4, 3−6, 6−3                                     |
| 2000 | Donald Johnson Kimberly Po                        | Lleyton Hewitt Kim Clijsters                      | 6−4, 7−6(3)                                       |
| 2001 | Leos Friedl Daniela Hantuchová                    | Mike Bryan Anke Huber                             | 4−6, 6−3, 6−2                                     |
| 2002 | Mahesh Bhupathi Ielena Likhovtseva                | Kevin Ullyett Daniela Hantuchová                  | 6−2, 1−6, 6−1                                     |
| 2003 | Leander Paes Martina Navrátilová                  | Andy Ram Anastassia Rodiónova                     | 6−3, 6−3                                          |
| 2004 | Wayne Black Cara Black                            | Todd Woodbridge Alicia Molik                      | 3−6, 7−6, 6−4                                     |
| 2005 | Mahesh Bhupathi Mary Pierce                       | Paul Hanley Tatiana Perebiynis                    | 6−4, 6−2                                          |
| 2006 | Andy Ram Vera Zvonariova                          | Bob Bryan Venus Williams                          | 6−3, 6−2                                          |
| 2007 | Jamie Murray Jelena Janković                      | Jonas Bjorkman Alicia Molik                       | 6−4, 3−6, 6−1                                     |
| 2008 | Bob Bryan Samantha Stosur                         | Mike Bryan Katarina Srebotnik                     | 7−5, 6−4                                          |
| 2009 | Mark Knowles Anna-Lena Grönefeld                  | Leander Paes Cara Black                           | 7−5, 6−3                                          |
| 2010 | Leander Paes Cara Black                           | Wesley Moodie Lisa Raymond                        | 6−4, 7−6(5)                                       |
| 2011 | Jürgen Melzer Iveta Benešová                      | Mahesh Bhupathi Ielena Vesninà                    | 6−3, 6−2                                          |
| 2012 | Mike Bryan Lisa Raymond                           | Leander Paes Ielena Vesninà                       | 6−3, 5−7, 6−4                                     |
| 2013 | Daniel Nestor Kristina Mladenovic                 | Bruno Soares Lisa Raymond                         | 5−7, 6−2, 8−6                                     |
| 2014 | Nenad Zimonjić Samantha Stosur                    | Max Mirnyi Chan Hao-ching                         | 6−4, 6−2                                          |
| 2015 | Leander Paes Martina Hingis                       | Alexander Peya Tímea Babos                        | 6−1, 6−1                                          |
| 2016 | Henri Kontinen Heather Watson                     | Robert Farah Anna-Lena Grönefeld                  | 7−6(5), 6−4                                       |
| 2017 | Jamie Murray Martina Hingis                       | Henri Kontinen Heather Watson                     | 6−4, 6−4                                          |
| 2018 | Alexander Peya Nicole Melichar                    | Jamie Murray Viktória Azàrenka                    | 7−6(1), 6−3                                       |
| 2019 | Ivan Dodig Latisha Chan                           | Robert Lindstedt Jeļena Ostapenko                 | 6−2, 6−3                                          |
| 2020 | Torneig suspès a causa de la pandèmia de COVID-19 | Torneig suspès a causa de la pandèmia de COVID-19 | Torneig suspès a causa de la pandèmia de COVID-19 |
| 2021 | Neal Skupski Desirae Krawczyk                     | Joe Salisbury Harriet Dart                        | 6−2, 7−6(1)                                       |
| 2022 | Neal Skupski Desirae Krawczyk (2)                 | Samantha Stosur Matthew Ebden                     | 6−4, 6−3                                          |
| 2023 | Liudmila Kitxenok Mate Pavić                      | Xu Yifan Joran Vliegen                            | 6−4, 6−7(9), 6−3                                  |
| 2024 | Hsieh Su-wei Jan Zieliński                        | Giuliana Olmos Santiago González                  | 6−4, 6−2                                          |
| 2025 | Kateřina Siniaková Sem Verbeek                    | Luisa Stefani Joe Salisbury                       | 7−6(3), 7−6(3)                                    |

## Estadístiques

### Campions múltiples (parella)
| Tennistes en actiu |

| Tennistes                         | Era amateur | Era Open | Total | Anys                   |
| --------------------------------- | ----------- | -------- | ----- | ---------------------- |
| Ken Fletcher Margaret Smith Court | 3           | 1        | 4     | 1963, 1965, 1966, 1968 |
| Owen Davidson Billie Jean King    | 1           | 3        | 4     | 1967, 1971, 1973, 1974 |
| Randolph Lycett Elizabeth Ryan    | 3           | 0        | 3     | 1919, 1921, 1923       |
| Vic Seixas Doris Hart             | 3           | 0        | 3     | 1953, 1954, 1955       |
| Fred Perry Dorothy Round Little   | 2           | 0        | 2     | 1935, 1936             |
| Don Budge Alice Marble            | 3           | 0        | 3     | 1937, 1938             |
| John Bromwich Louise Brough Clapp | 2           | 0        | 2     | 1947, 1948             |
| Frank Sedgman Doris Hart          | 2           | 0        | 2     | 1951, 1952             |
| Rod Laver Darlene Hard            | 2           | 0        | 2     | 1959, 1960             |
| Fred Stolle Lesley Turner         | 2           | 0        | 2     | 1961, 1964             |
| Ilie Năstase Rosemary Casals      | 0           | 2        | 2     | 1970, 1972             |
| Bob Hewitt Greer Stevens          | 0           | 2        | 2     | 1977, 1979             |
| John Lloyd Wendy Turnbull         | 0           | 2        | 2     | 1983, 1984             |
| Cyril Suk Helena Suková           | 0           | 2        | 2     | 1996, 1997             |
| Desirae Krawczyk Neal Skupski     | 0           | 2        | 2     | 2021, 2022             |

### Campions múltiples (individual)
| Tennistes en actiu |

| Tennista                | Era Amateur | Era Open | Total | Anys                                     |
| ----------------------- | ----------- | -------- | ----- | ---------------------------------------- |
| Elizabeth Ryan          | 7           | 0        | 7     | 1919, 1921, 1923, 1927, 1928, 1930, 1932 |
| Doris Hart              | 5           | 0        | 5     | 1951, 1952, 1953, 1954, 1955             |
| Margaret Smith Court    | 3           | 2        | 5     | 1963, 1965, 1966, 1968, 1975             |
| Louise Brough Clapp     | 4           | 0        | 4     | 1946, 1947, 1948, 1950                   |
| Vic Seixas              | 4           | 0        | 4     | 1953, 1954, 1955, 1956                   |
| Ken Fletcher            | 3           | 1        | 4     | 1963, 1965, 1966, 1968                   |
| Owen Davidson           | 1           | 3        | 4     | 1967, 1971, 1973, 1974                   |
| Billie Jean King        | 1           | 3        | 4     | 1967, 1971, 1973, 1974                   |
| Martina Navrátilová     | 0           | 4        | 4     | 1985, 1993, 1995, 2003                   |
| Leander Paes            | 0           | 4        | 4     | 1999, 2003, 2010, 2015                   |
| Randolph Lycett         | 3           | 0        | 3     | 1919, 1921, 1923                         |
| Suzanne Lenglen         | 3           | 0        | 3     | 1920, 1922, 1925                         |
| Dorothy Round Little    | 3           | 0        | 3     | 1934, 1935, 1936                         |
| Alice Marble            | 3           | 0        | 3     | 1937, 1938, 1939                         |
| Darlene Hard            | 3           | 0        | 3     | 1957, 1959, 1960                         |
| Fred Stolle             | 2           | 1        | 3     | 1961, 1964, 1969                         |
| Cyril Suk               | 0           | 3        | 3     | 1992, 1996, 1997                         |
| Helena Suková           | 0           | 3        | 3     | 1994, 1996, 1997                         |
| Kathleen McKane Godfree | 2           | 0        | 2     | 1924, 1926                               |
| Frank Hunter            | 2           | 0        | 2     | 1927, 1929                               |
| Fred Perry              | 2           | 0        | 2     | 1935, 1936                               |
| Don Budge               | 2           | 0        | 2     | 1937, 1938                               |
| John Bromwich           | 2           | 0        | 2     | 1947, 1948                               |
| Eric Sturgess           | 2           | 0        | 2     | 1949, 1950                               |
| Frank Sedgman           | 2           | 0        | 2     | 1951, 1952                               |
| Rod Laver               | 2           | 0        | 2     | 1959, 1960                               |
| Lesley Turner           | 2           | 0        | 2     | 1961, 1964                               |
| Ilie Năstase            | 0           | 2        | 2     | 1970, 1972                               |
| Rosemary Casals         | 0           | 2        | 2     | 1970, 1972                               |
| Bob Hewitt              | 0           | 2        | 2     | 1977, 1979                               |
| Greer Stevens           | 0           | 2        | 2     | 1977, 1979                               |
| Frew McMillan           | 0           | 2        | 2     | 1978, 1981                               |
| Betty Stöve             | 0           | 2        | 2     | 1978, 1981                               |
| John Lloyd              | 0           | 2        | 2     | 1983, 1984                               |
| Wendy Turnbull          | 0           | 2        | 2     | 1983, 1984                               |
| Zina Garrison Jackson   | 0           | 2        | 2     | 1988, 1990                               |
| Mahesh Bhupathi         | 0           | 2        | 2     | 2002, 2005                               |
| Cara Black              | 0           | 2        | 2     | 2004, 2010                               |
| Lisa Raymond            | 0           | 2        | 2     | 1999, 2012                               |
| Samantha Stosur         | 0           | 2        | 2     | 2008, 2014                               |
| Jamie Murray            | 0           | 2        | 2     | 2007, 2017                               |
| Martina Hingis          | 0           | 2        | 2     | 2015, 2017                               |
| Desirae Krawczyk        | 0           | 2        | 2     | 2021, 2022                               |
| Neal Skupski            | 0           | 2        | 2     | 2021, 2022                               |